# Нікулін Анатолій Данилович
Анатолій Данилович Нікулін (нар. 22 липня 1937, Казанка — пом. 12 листопада 2004) — український радянський передовик сільськогосподарського виробництва, механізатор колгоспу імені Петровського Казанківського району Миколаївської області Української РСР; повний кавалер ордена Трудової Слави.

## Біографія
Народився 22 липня 1937 в селі Казанці (тепер селище міського типу Баштанського району Миколаївської області, Україна) в українській багатодітній сім'ї. Після закінчення семи класів Казанківської середньої школи № 4 протягом 1954—1956 років працював прицепщиком в колгоспі імені Петровського Казанківського району. 1956 року здобув освіту механізатора в Широколанівському училищі механізації.
Протягом 1958—1961 років за комсомольською путівкою працював на освоєнні цілинних земель в Казахській РСР. З 1961 року працював механізатором в колгоспі імені Петровського, з 1965 по 1978 рік — комбайнером. У 1978 році очолив механізований загін № 3. Брав участь у соціалістичних змаганнях, досягав значних врожаїв.
Працював в колгоспі до виходу на пенсію. Проживав в селищі Казанці. Помер 12 листопада 2004 року.

## Відзнаки
- Знак «Переможець соціалістичного змагання»;
- Медаль «За трудову доблесть» (1966, за відмінні показники в роботі);
- Ордени Трудової Слави:
  - ІІІ ступеня (14 лютого 1975 № 8162; за великі успіхи, досягнуті у Всесоюзному соціалістичному змаганні, і виявлену трудову доблесть в підвищенні продуктивності праці, зростанні врожайності сільськогосподарських культур і продуктивності громадського тваринництва, виконанні народногосподарських планів і прийнятих зобов'язань по збільшенню виробництва і продажу державі продуктів землеробства і тваринництва в 1974 році);
  - ІІ ступеня (24 грудня 1976 № 2254; за успіхи, досягнуті у Всесоюзному соціалістичному змаганні, проявлену трудову доблесть у виконанні планів і соціалістичних зобов'язань по збільшенню виробництва і продажу державі зерна, бавовни-сирцю та інших сільськогосподарських продуктів в 1976 році, за підвищення ефективності виробництва, продуктивності праці, урожайності сільськогосподарських культур і продуктивності громадського тваринництва);
  - І ступеня (7 червня 1990 № 701; за досягнення високих результатів у виробництві, продажу і переробці продукції тваринництва і рослинництва на основі застосування інтенсивних технологій і передових методів організації праці, великий особистий внесок у будівництво об'єктів виробничого і соціально-культурного призначення).
- Почесний громадянин смт Казанки з 2000 року[2].